# Марк Юній Сілан Лутацій Катул
Марк Юній Сілан Лутацій Катул (*Marcus Iunius Silanus Lutatius Catulus, 55 —75) — державний діяч Римської імперії.

## Життєпис
Походив з роду нобілів Юніїв. Син Децима Юнія Сілана Гетуліка, коллінського салія, та Лутації Катули. У 72 році увійшов до колегії коллінських саліїв. У 75 році обіймав посаду децемвіра з вирішення судових позовів. Помер того ж року.